# Hương Điền (huyện)
Hương Điền là một huyện cũ thuộc tỉnh Bình Trị Thiên, sau thuộc tỉnh Thừa Thiên Huế. Tồn tại từ ngày 5 tháng 7 năm 1977 đến ngày 30 tháng 9 năm 1990.

## Vị trí địa lý và hành chính
Huyện Hương Điền có vị trí địa lý: 
- Phía Bắc giáp huyện Triệu Hải và huyện Hướng Hóa
- Phía Tây giáp huyện A Lưới
- Phía Nam giáp thành phố Huế và huyện Hương Phú.
- Phía Đông giáp Biển Đông

Huyện Hương Điền gồm thị trấn Tứ Hạ và 31 xã: Điền Hải, Điền Hòa, Điền Hương, Điền Lộc, Điền Môn, Hồng Tiến, Hương Chữ, Hương Toàn, Hương Văn, Hương Vân, Hương Xuân, Phong An, Phong Bình, Phong Chương, Phong Hải, Phong Hiền, Phong Hòa, Phong Mỹ, Phong Sơn, Phong Thu, Phong Xuân, Quảng An, Quảng Công, Quảng Lợi, Quảng Ngạn, Quảng Phú, Quảng Phước, Quảng Thái, Quảng Thành, Quảng Thọ, Quảng Vinh.

## Lịch sử
Huyện Hương Điền được thành lập vào ngày 5 tháng 7 năm 1977 trên cơ sở hợp nhất ba huyện Hương Trà, Phong Điền và Quảng Điền. Khi hợp nhất, huyện gồm 34 xã: Điền Hải, Điền Hòa, Điền Hương, Điền Lộc, Điền Môn, Hương Bằng, Hương Chữ, Hương Hải, Hương Hồ, Hương Long, Hương Phong, Hương Phú, Hương Sơ, Hương Thọ, Hương Toàn, Hương Văn, Hương Vinh, Hương Xuân, Phong An, Phong Bình, Phong Chương, Phong Hải, Phong Hiền, Phong Hòa, Phong Mỹ, Phong Sơn, Phong Thu, Quảng Lộc, Quảng Lợi, Quảng Ngạn, Quảng Phú, Quảng Phước, Quảng Thọ và Quảng Vinh.
Ngày 13 tháng 3 năm 1979, thành lập xã Hương Bình ở vùng kinh tế mới Bình Điền, Khe Điêng.
Ngày 18 tháng 5 năm 1981, thành lập xã Phong Xuân ở khu kinh tế mới và chuyển xã Hồng Tiến thuộc huyện A Lưới về huyện Hương Điền quản lý.
Ngày 11 tháng 9 năm 1981, chuyển 8 xã: Hương Hải, Hương Phong, Hương Vinh, Hương Sơ, Hương Long, Hương Hồ, Hương Bình và Hương Thọ về thành phố Huế quản lý.
Ngày 6 tháng 1 năm 1983: 
- Chia xã Quảng Lộc thành 2 xã: Quảng An và Quảng Thành
- Chia xã Quảng Lợi thành 2 xã: Quảng Lợi và Quảng Thái
- Chia xã Quảng Ngạn thành 2 xã: Quảng Ngạn và Quảng Công.

Ngày 12 tháng 1 năm 1984: 
- Tách thôn Tân Lập và thôn Phú Ốc của xã Hương Phú để thành lập thị trấn Tứ Hạ
- Tách thôn Lại Thành của xã Hương Phú để nhập vào xã Hương Bằng thành đơn vị hành chính: xã Hương Vân.

Ngày 30 tháng 6 năm 1989, huyện Hương Điền thuộc tỉnh Thừa Thiên Huế vừa được tái lập.
Ngày 30 tháng 9 năm 1990, huyện Hương Điền lại được tách trở lại như trước khi hợp nhất, thành 3 huyện: Hương Trà, Phong Điền và Quảng Điền:
- Huyện Hương Trà bao gồm thị trấn Tứ Hạ và 15 xã: Bình Điền, Bình Thành, Hải Dương, Hồng Tiến, Hương An, Hương Bình, Hương Chữ, Hương Hồ, Hương Phong, Hương Phú, Hương Thọ, Hương Toàn, Hương Văn, Hương Vân, Hương Vinh, Hương Xuân.
- Huyện Phong Điền bao gồm 15 xã: Điền Hải, Điền Hòa, Điền Hương, Điền Lộc, Điền Môn, Phong An, Phong Bình, Phong Chương, Phong Hải, Phong Hiền, Phong Hòa, Phong Mỹ, Phong Sơn, Phong Thu và Phong Xuân.
- Huyện Quảng Điền bao gồm 10 xã: Quảng An, Quảng Công, Quảng Lợi, Quảng Ngạn, Quảng Phú, Quảng Phước, Quảng Thái, Quảng Thành, Quảng Thọ và Quảng Vinh.